# Fiat Albea
La Fiat Albea è una automobile prodotta dalla casa automobilistica italiana Fiat dal 2002 al 2012. Derivata dal progetto 178 l'Albea rappresenta un'evoluzione della Fiat Siena destinata ai mercati dell'Est Europa, infatti è stata prodotta dalla Tofaş nello stabilimento di Bursa in Turchia e assemblata nello stabilimento Sollers di Naberežnye Čelny in Russia con componenti spediti direttamente dalla Turchia. In Italia non è stata importata.
Assieme alla Fiat Siena si possono definire le vere eredi della Fiat Duna.

## Storia
L'Albea è una berlina tre volumi compatta diretta evoluzione della Siena, dalla quale riprende gran parte dello stile della carrozzeria nonché degli interni: a cambiare è soprattutto la parte posteriore con una coda più lunga e un bagagliaio più capiente per adattarla maggiormente alle esigenze della clientela est europea. Il telaio subisce delle lievi modifiche alla taratura delle sospensioni che mantengono lo stesso schema della Siena. Il design è opera di Giorgetto Giugiaro, che ha disegnato anche la Fiat Palio (versione con carrozzeria hatchback dell'Albea sempre frutto della famiglia 178). L'Albea inoltre è lunga 4,186 metri larga 1,703 e alta 1,490 metri, dimensioni leggermente maggiori rispetto alla Siena.
I motori disponibili erano il 1.2 Fire a otto e sedici valvole da 60 e 80 cavalli sostituiti in seguito dal più moderno 1.4 Fire 8 valvole da 77 cavalli omologato Euro 4; al top di gamma il più potente motore 1.6 16 valvole da 103 cavalli prodotto nello stabilimento FMA di Pratola Serra. L'unico diesel era il 1.3 Multijet 16 valvole da 69 cavalli.
In alcuni paesi, la Fiat offriva per la vettura soltanto un motore. Per esempio in Romania, dove la concorrenza della Dacia Logan era molto forte, l'Albea veniva equipaggiata soltanto col motore 1.2 16V Fire da 80 cavalli e 114 N m di coppia a 4.000 giri/min.

### Aggiornamenti
Nel 2006 viene introdotto un leggero restyling che vede aggiornare il frontale che diventa simile ai modelli Palio e Siena introdotti già dal 2004 in Sud America. Nell'abitacolo debutta una nuova strumentazione e nuovi rivestimenti. A livello meccanico debutta il 1.4 Fire 8 valvole e il 1.3 Multijet diesel.
Un ultimo aggiornamento estetico viene introdotto tra la fine del 2007 e l'inizio del 2008 che vede l'introduzione del nuovo marchio Fiat a sfondo rosso, nuovi fanali imbruniti e nuovi allestimenti con dotazione di serie più ricca.
Nel 2012 esce di produzione senza una diretta erede. Commercialmente la vettura ha riscontrato un successo nell'Est Europa solo discreto, soprattutto per via della spietata concorrenza della Dacia Logan, proposta a prezzi di listino più bassi, nonché della Škoda Fabia (prima serie) con carrozzeria tre volumi.
| Albea 1° restyling | Albea 2° restyling |
| ------------------ | ------------------ |
|                    |                    |
| 2006-2008          | 2008-2012          |